# Henriettea gomesii
Henriettea gomesii är en tvåhjärtbladig växtart som beskrevs av Alexander Curt Brade. Henriettea gomesii ingår i släktet Henriettea och familjen Melastomataceae. Inga underarter finns listade i Catalogue of Life.